# Wharton Township (Arkansas)
Wharton Township est l'un des vingt et un townships inactifs du comté de Madison, en Arkansas, aux États-Unis,.

### Source de la traduction
- (en) Cet article est partiellement ou en totalité issu de l’article de Wikipédia en anglais intitulé « Wharton Township, Madison County, Arkansas » (voir la liste des auteurs).